# Una Cadillac rosso fuoco
Una Cadillac rosso fuoco (More Better Deals, letteralmente "Più [e] migliori affari") è un romanzo dello scrittore statunitense Joe R. Lansdale, pubblicato per la prima volta in Gran Bretagna il 21 luglio 2020.

## Trama
(Joe R. Lansdale, Una Cadillac rosso fuoco)
Negli anni 1960 Ed Edwards, reduce dalla guerra di Corea, vende auto usate in una cittadina del Texas orientale. Il proprietario dell'autosalone, "Smiling" Dave, lo incarica di recuperare una Cadillac rossa da un certo Frank Craig, in ritardo con le rate, proprietario dell'Higt-Tone drive-in e di un cimitero per animali. Giunto a casa dell'uomo non lo trova ma fa la conoscenza con la giovane e disponibile moglie, Nancy. Tra i due inizia una relazione e quando dopo alcuni mesi Nancy propone a Ed di uccidere il violento marito e intascare i soldi dell'assicurazione sulla vita, l'amante acconsente. Nonostante il padre fosse afroamericano Ed, grazie alla sua carnagione chiara, è riuscito a mantenere nascoste le sue origini in un paese profondamente razzista; il suo spirito di rivalsa lo spinge ad ambire a una migliore posizione sociale. Ed accetta quindi di uccidere Frank, allettato dai soldi e dalla possibilità di acquisire le proprietà del defunto sposando la bella vedova. Con l'aiuto della donna Ed avrebbe dovuto colpire con un piede di porco Frank simulando successivamente un incidente d'auto tuttavia, la strenua resistenza opposta da Frank costringe Ed a inferirgli numerosi colpi prima di riuscire a ucciderlo. Le condizioni del cadavere accendono i sospetti dell'assicuratore e della polizia che ipotizzano un omicidio perpetrato dalla moglie. Ed, nel frattempo, ha perso il lavoro nell'autosalone dopo la morte del principale e ha trovato una nuova occupazione nel drive-in di Nancy dove è impiegato anche il cugino della donna, Walter.
Nancy, stizzita per non essere riuscita a riscuotere il premio dell'assicurazione, convince Ed a rapire la figlia dell'assicuratore, la giovane Julie Rose e a chiedere 50000 $ di riscatto. Il piano riesce e Julie viene nascosta in una cassa sepolta in un capanno del drive-in. Nel frattempo Ed era venuto alle mani con il nero Cecil, un poco di buono che frequenta la madre alcolizzata e che la picchiava di frequente. Dallo scontro Ed era uscito vincitore ma Cecil aveva deciso di vendicarsi. Venuto a sapere che Ed è mulatto, Cecil inizia a ricattarlo chiedendo 10000 $ per mantenere il segreto. Ed acconsente, rimandando alla settimana successiva il pagamento della prima tranche.
Ottenuto il riscatto Ed e Nancy decidono di nascondere il bottino all'interno di una tomba di un pony nel cimitero degli animali della donna in attesa che le acque si calmino. Ed, di notte, inizia lo scavo ma non appena aperta la cassa dal buio appare Walter che rivela di essere complice di Nancy e di aver architettato il piano con la donna, sua amante. I due si erano serviti di lui per l'omicidio con il proposito di ucciderlo dopo il colpo. Mentre Ed è sotto tiro della pistola di Walter, Nancy colpisce con un calcio il finto cugino gettandolo nella fossa. Ed e Walter iniziano a lottare, sotto i colpi inferti con una pala di Nancy che li vuole morti entrambi. Ed si difende e uccide Walter quindi riesce a stordire Nancy seppellendola viva nella tomba insieme al bottino. La mattina dopo il tenente della polizia McGinty arriva al drive-in e inizia a interrogare Ed, sospettandolo di complicità nell'omicidio dei Frank e nel rapimento di Julie. Ed riesce per il momento a sviare i sospetti ma McGinty è fermamente convinto della colpevolezza di Ed e tenta di estorcergli una confessione facendolo picchiare da alcuni colleghi. Durante l'interrogatorio McGinty spiega a Ed che Nancy era un'ex prostituta e che insieme a Walter, suo ex protettore, dopo una serie di piccole truffe, aveva conosciuto Frank e, credendolo ricco si era fatta sposare. Ed, preoccupato dalle indagini, affida il bottino alla sorella Melinda con il compito di nasconderlo e usarlo per pagarsi gli studi e accudire la madre. Quella stessa sera Ed incontra Cecil ma quando capisce che l'uomo non avrebbe mai smesso di ricattarlo e non avrebbe lasciato in pace la madre, gli spara uccidendolo ma rimanendo a sua volta colpito da un proiettile sparato dall'avversario. Ed a questo punto chiama McGinty e confessa tutti i crimini commessi senza rivelare, tuttavia, il nascondiglio del bottino. Ed è consapevole di non poter evitare la pena di morte ma è comunque sereno, sapendo che la sorella e la madre avranno una possibilità di riscatto.

## Personaggi
Ed EdwardsVenditore di auto usate e reduce dalla guerra di Corea, accetta di uccidere il marito della sua amante per riscuotere i soldi dell'assicurazione. Mulatto ma dalla carnagione chiara, nasconde a tutti le sue origini.
Nancy CraigBella e disinibita venticinquenne; sposata con Frank, convince il suo amante, Ed, a uccidere il marito. Si scoprirà che la bella donna aveva un passato di prostituta e truffatrice, in combutta con il suo ex protettore, Walter.
Frank CraigTrentaseienne dal fisico imponente. Commesso viaggiatore spesso lontano da casa per lunghi periodi. È il marito di Nancy: abitualmente ubriaco, la picchia di frequente. Verrà ucciso da Ed e dalla moglie.
Melinda EdwardsLa diciannovenne sorella di Ed.
La madre di EdAlcolista, madre di Ed, Melinda e di un terzo figlio, Jakob, quest'ultimo trasferitosi a Detroit. Tutti i suoi figli li ha avuti con un uomo di colore che ha da tempo abbandonato la famiglia.
"Smiling" DaveIl proprietario dell'autosalone dove lavora Ed. Obeso e con problemi di salute, morirà per un infarto.
WalterL'inserviente del drive-in di Nancy, suo sedicente cugino in realtà suo ex protettore e amante.
NellLa ragazza che lavora al drive-in di Nancy.
Esau RoseL'assicuratore che, insospettitosi per i molti colpi ritrovati sul corpo di Frank, sospettando un omicidio perpetratoi dalla moglie, sospenderà il pagamento del premio assicurativo.
Julie RoseLa giovane figlia di Esau. Viene rapita da Ed e da Nancy per ottenere dal padre un sostanzioso riscatto.
CecilLosco individuo che si approfitta della madre di Ed. Venuto a sapere delle origini di Frank, tenterà di ricattarlo, finendo ucciso da questi.
McGintyTenente della polizia che si occupa delle indagini sulla morte di Frank Craig e del rapimento di Julie Rose. Reduce della guerra di Corea, pur sospettando da subito di Ed, instaura con lui un rapporto di rispetto grazie alle comuni esperienze belliche.
"String Bean"Soprannome del violento poliziotto, collega e sottoposto di McGinty.

## Edizioni
- (EN) Joe R. Lansdale, More Better Deals, 1ª ed., Londra, Mulholland Books Hodder, 2020, ISBN 9780316479912.
- Joe R. Lansdale, Una Cadillac rosso fuoco, traduzione di Manuela Francescon, Stile Libero Big, Torino, Einaudi, 2020,  p. 263, ISBN 9788806246389.